# Världsmästerskapet i ishockey för damer 1994
Världsmästerskapet i ishockey för damer 1994 avgjordes mellan den 11 och 17 april i Lake Placid, USA. Kanada vann före USA och Finland.

## Kvalificering
Turneringen hade åtta deltagande länder:
- Från Nordamerika deltog värdnationen USA och regerande världsmästarna Kanada.
- Vinnaren från det asiatiska kvalet, Kina.
- Från Europa deltog de fem bästa från Europamästerskapet 1993: Finland, Sverige, Norge, Tyskland,  och Schweiz.

De åtta länderna spelade först en inledande runda i två grupper med fyra lag i varje. De två bästa från varje grupp gick vidare till slutspelet om placeringarna 1-4, medan de två sist placerade lagen i varje grupp spelade om placeringarna 5:e-8:e plats.

## Grupp A
- Kanada
- Kina
- Norge
- Sverige

Grupp A
| Datum         | Match            | Res.   | Perioder      |
| ------------- | ---------------- | ------ | ------------- |
| 11 april 1994 | Sverige - Norge  | 3 - 1  | 1-1, 1-0, 1-0 |
| 11 april 1994 | Kanada - Kina    | 7 - 1  | 3-0, 2-1, 2-0 |
| 12 april 1994 | Sverige - Kina   | 4 - 4  | 2-0, 2-1, 0-3 |
| 12 april 1994 | Norge - Kanada   | 0 - 12 | 0-5, 0-5, 0-2 |
| 14 april 1994 | Kanada - Sverige | 8 - 2  | 3-0, 1-2, 4-0 |
| 14 april 1994 | Kina - Norge     | 8 - 1  | 2-0, 2-0, 4-1 |

| Grupp A | SM | V | O | F | GM | IM | P |
| ------- | -- | - | - | - | -- | -- | - |
| Kanada  | 3  | 3 | 0 | 0 | 27 | 3  | 6 |
| Kina    | 3  | 1 | 1 | 1 | 13 | 12 | 3 |
| Sverige | 3  | 1 | 1 | 1 | 9  | 13 | 3 |
| Norge   | 3  | 0 | 0 | 3 | 2  | 23 | 0 |

SM = Spelade matcher, V = Vinster, O = Oavgjorda, F = Förluster, GM = Gjorda mål, IM = Insläppta mål, P = Poäng

## Grupp B
- Finland
- Schweiz
- USA
- Tyskland

Grupp B
| Datum         | Match              | Res.   | Perioder      |
| ------------- | ------------------ | ------ | ------------- |
| 11 april 1994 | Finland - Tyskland | 17 - 1 | 2-1, 7-0, 8-0 |
| 11 april 1994 | USA - Schweiz      | 6 - 0  | 0-0, 2-0, 4-0 |
| 12 april 1994 | Finland - Schweiz  | 13 - 0 | 6-0, 1-0, 6-0 |
| 12 april 1994 | USA - Tyskland     | 16 - 0 | 4-0, 6-0, 6-0 |
| 14 april 1994 | Tyskland - Schweiz | 1 - 2  | 0-0, 1-0, 0-2 |
| 14 april 1994 | USA - Finland      | 2 - 1  | 0-1, 0-0, 2-0 |

| Grupp B  | SM | V | O | F | GM | IM | P |
| -------- | -- | - | - | - | -- | -- | - |
| USA      | 3  | 3 | 0 | 0 | 24 | 1  | 6 |
| Finland  | 3  | 2 | 0 | 1 | 31 | 3  | 4 |
| Schweiz  | 3  | 1 | 0 | 2 | 2  | 20 | 2 |
| Tyskland | 3  | 0 | 0 | 3 | 2  | 35 | 0 |

SM = Spelade matcher, V = Vinster, O = Oavgjorda, F = Förluster, GM = Gjorda mål, IM = Insläppta mål, P = Poäng

## Slutspel
| Datum              | Match            | Res. | Periodres.    |
| ------------------ | ---------------- | ---- | ------------- |
| Semifinal          |                  |      |               |
| 15 april 1994      | Kanada - Finland | 4-1  | 1-1, 2-0, 1-0 |
| 15 april 1994      | USA - Kina       | 14-3 | 7-0, 2-2, 5-1 |
| Match om 3:e plats |                  |      |               |
| 17 april 1994      | Finland - Kina   | 8-1  | 5-0, 1-0, 2-1 |
| Final              |                  |      |               |
| 17 april 1994      | USA - Kanada     | 3-6  | 1-0, 1-3, 1-3 |

## Placeringsmatcher
| Datum                  | Match              | Res. | Periodres.    |
| ---------------------- | ------------------ | ---- | ------------- |
| 5:e-8:e plats          |                    |      |               |
| 16 april 1994          | Sverige - Tyskland | 7-1  | 0-0, 4-1, 3-0 |
| 16 april 1994          | Schweiz - Norge    | 4-7  | 2-2, 0-1, 2-4 |
| Match om 7:e-8:e plats |                    |      |               |
| 17 april 1994          | Schweiz - Tyskland | 4-3  | 2-2, 2-1, 0-0 |
| Match om 5:e-6:e plats |                    |      |               |
| 17 april 1994          | Sverige - Norge    | 6-3  | 2-0, 0-2, 4-1 |

## VM-ranking
| VM 2004 | VM 2004  |
| ------- | -------- |
| Guld    | Kanada   |
| Silver  | USA      |
| Brons   | Finland  |
| 4.      | Kina     |
| 5.      | Sverige  |
| 6.      | Norge    |
| 7.      | Schweiz  |
| 8.      | Tyskland |